# 菲利普·霍尔姆斯
菲利普·霍尔姆斯（英語：Philip J. Holmes，1945年5月24日—）是一位美国工程学家，普林斯顿大学机械与航空航天工程系教授，1994年进入美国文理科学院，2001年成为匈牙利科学院荣誉成员，2006年进入美國物理學會，2012年进入美國數學學會，主要科普作品有《天遇：混沌与稳定性的起源》（Celestial Encounters: The Origins of Chaos and Stability，与弗洛林·迪亚库合著）等。